# Geothlypis philadelphia
Geothlypis philadelphia là một loài chim trong họ Parulidae.

## Hình ảnh

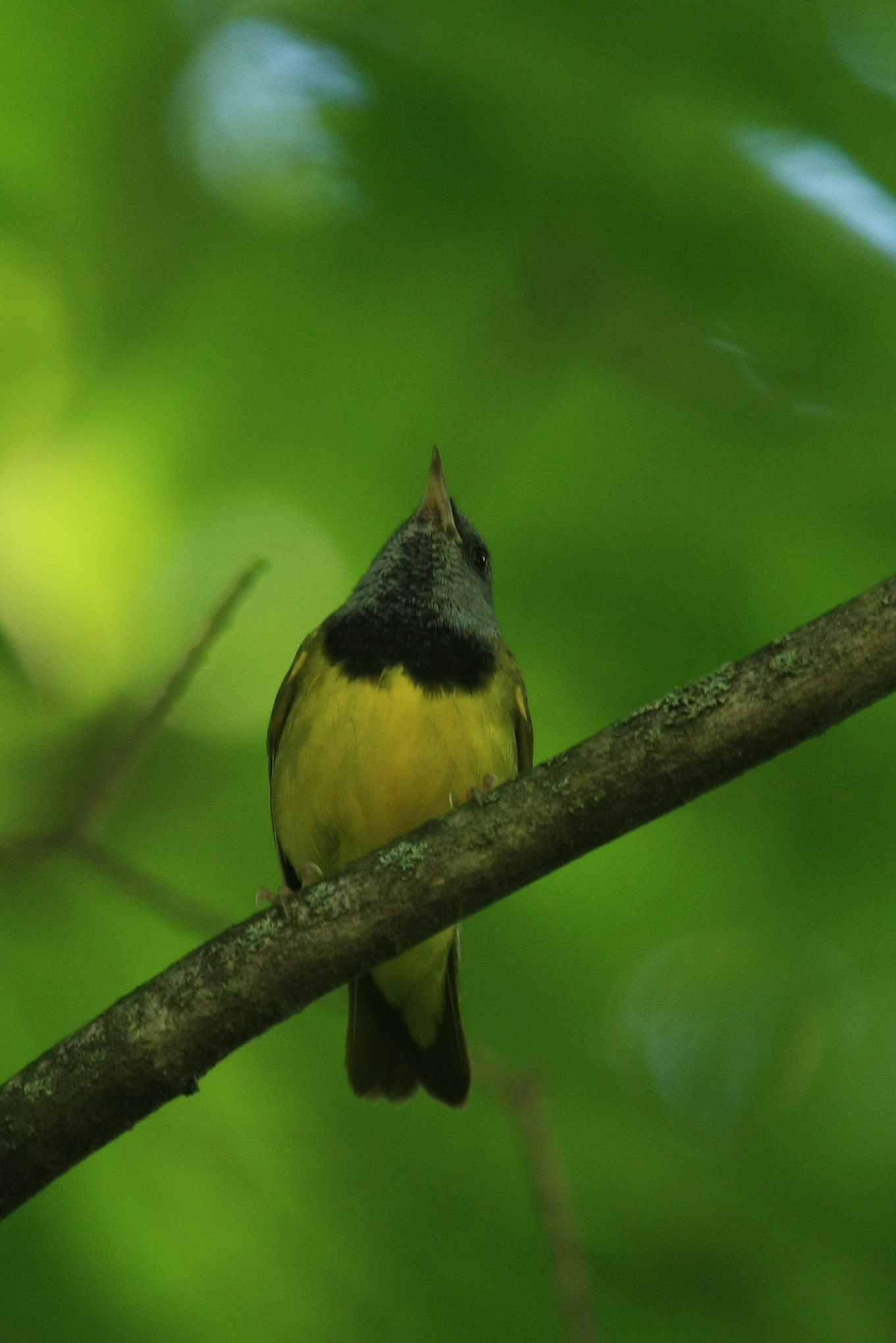